# Памятник Яну Гусу
Памятник Яну Гусу (чеш. Pomník mistra Jana Husa) работы Ладислава Шалоуна расположен на Староместской площади Праги. Открыт в 1915 году, с 1962 года охраняется как национальный памятник культуры Чехии.

## История

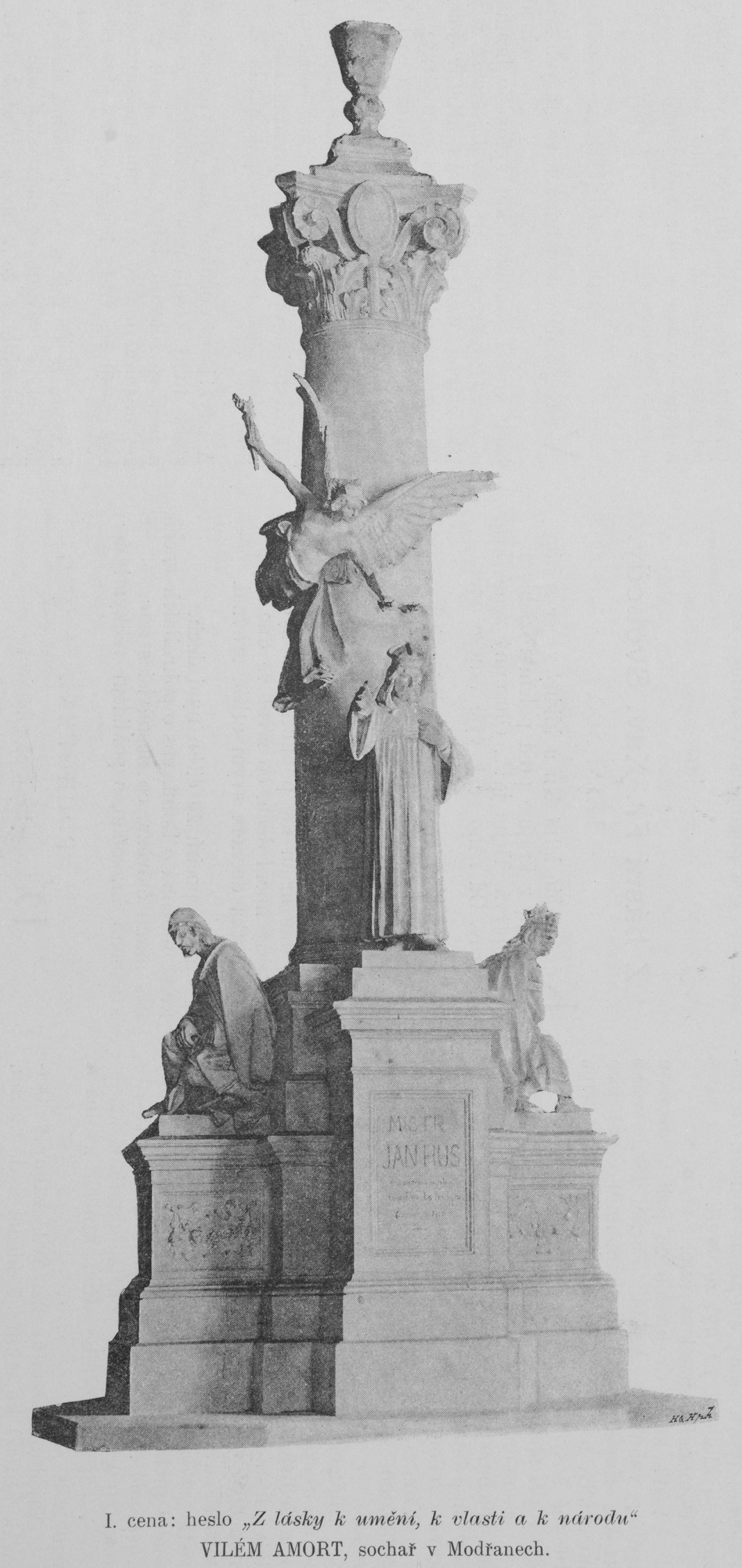
Нереализованный проект памятника работы В.Аморта

Идея сооружения памятника национальному герою Яну Гусу возникла в конце XIX века и вызвала большие политические споры; поначалу в 1889 году на заседании Земского сейма было решено разместить мемориальную доску в честь Яна Гуса на здании Национального музея на Вацлавской площади. В ходе дебатов князь Карел IV Шварценберг презрительно отозвался о гуситах, назвав их «бандой грабителей и поджигателей». Его заявление вызвало бурную реакцию со стороны младочехов, и в качестве ответной реакции было решение о строительстве масштабного памятника Гусу в Праге. 31 мая 1890 года в Староместской ратуше была учреждена Ассоциация для строительства памятника Яну Гусу, её руководителем был избран известный учёный и меценат Войтех Напрстек.
Средства на сооружение памятника были собраны по открытой подписке. Первый конкурс на проект памятника был объявлен в 1891 году, первоначально предполагалось установить памятник на Малой площади в Старе-Месте. Проект памятника, разработанный скульптором Виллемом Амортом не был реализован из-за разногласий по поводу выбора лучшего места для памятника.
Помимо Малой площади, в качестве вариантов рассматривались Вацлавская площадь, Вифлеемская площадь и, наконец, Староместская площадь, в пользу которой был сделан окончательный выбор. Место для памятника было выбрано между дворцом Кинских и Марианской колонной.
Второй конкурс на создание памятника был объявлен в 1900 году. Среди авторов работ, представленных на конкурс, были Богуслав Шнирх, Станислав Сухарда, Ян Котера и Ладислав Шалоун, чей проект был признан лучшим. Для работы над памятником скульптор построил новую мастерскую. Первый камень в фундамент памятника был заложен в июле 1903 года, а торжественное открытие состоялось лишь через 12 лет, 6 июля 1915 года, в день 500-летия сожжения Яна Гуса.

## Описание
Бронзовый памятник в стиле модерн изображает Яна Гуса, стоящего в середине скульптурной группы, часть которой символизирует гуситов, другая часть — эмигрантов, покинувших Богемию после битвы на Белой горе 1620 года. Статуя Яна Гуса повернута лицом к Тынскому храму.
Скульптурная группа размещена на широком гранитном пьедестале приблизительно эллиптической формы. По всему периметру пьедестала высечены надписи: «Любите друг друга, никому не отказывайте в правде»/ «Milujte se, pravdy každému přejte» (Ян Гус), «Верим, что правительство снова к тебе обратится, чешский народ»/ «Věřím, že vláda věcí Tvých k Tobě se zase navrátí, ó lide český» (Ян Амос Коменский) (эта надпись завершена во время независимой Чехословакии, в 1926 году) и фрагменты текста хорала «Кто есть воины Божьи».